# Kastor i Polluks (opera)
Kastor i Polluks (Castor et Pollux) – tragedia liryczna (tragédies lyriques) składająca się z 5 aktów z prologiem. Pierwsza wersja pochodzi z 1737 roku, druga wersja z 1754 r.
Skomponowana przez Jeana-Philippe’a Rameau. Akcja nawiązuje do dwóch nierozłącznych braci znanych z mitów greckich Kastora i Polluksa.

## Obsada
| Rola    | typ głosu    | Premiera 24 X 1737 (dyrygent: – ) |
| ------- | ------------ | --------------------------------- |
| Kastor  | haute-contre | Monsieur Tribou                   |
| Pollux  | bas          | Claude Chassé                     |
| Télaïre | sopran       | Mlle Pélissier                    |
| Febus   | sopran       | Marie Antier                      |
| Jupiter | bas          | Monsieur Dun                      |
| Wenus   | sopran       | Mlle Rabon                        |
| Mars    | bas          | Monsieur Le Page                  |
| Minerwa | sopran       | Mlle Eremans                      |